# Sporadopora dichotoma
Sporadopora dichotoma is een hydroïdpoliep uit de familie Stylasteridae. De poliep komt uit het geslacht Sporadopora. Sporadopora dichotoma werd in 1876 voor het eerst wetenschappelijk beschreven door Moseley. 